# Crisanto Luque Sánchez
Pour les articles homonymes, voir Sánchez.
Crisanto Luque Sánchez (né le 1er février 1889 à Tenjo et mort le 7 mai 1959 à Bogota) fut archevêque de Bogotá et premier cardinal colombien de l'Église catholique romaine.

## Biographie
Crisanto Luque Sánchez fut ordonné prêtre en 1916 pour l'archidiocèse de Bogota.
En 1931, il fut nommé évêque titulaire de Croae (de) et évêque auxiliaire de Tunja. Il fut vicaire général et administrateur apostolique, avant d'être nommé évêque de Tunja en 1932. En 1950, il fut promu archevêque de Bogotá, primat de l'Église catholique de Colombie.
Le pape Pie XII le créa cardinal-prêtre avec le titre de Santi Cosma e Damiano lors du consistoire de 1953. Il devint ainsi le premier cardinal d'origine colombienne.

## Succession apostolique
Crisanto Luque Sánchez a ordonné les évêques suivants :
- Évêque Miguel Antonio Medina Medina (es) (1952)
- Évêque Pedro Grau y Arola (de), C.M.F. (1953)
- Archevêque Alfredo Rubio Diaz (1953)
- Archevêque Alberto Uribe Urdaneta (es) (1954)
- Cardinal José de Jesús Pimiento Rodríguez (1955)
- Évêque Pablo Correa León (es) (1957)